# Jatropha eglandulosa
Jatropha eglandulosa är en törelväxtart som beskrevs av Ferdinand Albin Pax. Jatropha eglandulosa ingår i släktet Jatropha och familjen törelväxter.
Artens utbredningsområde är Paraguay. Inga underarter finns listade i Catalogue of Life.